# Municipio de Butler (condado de Pemiscot)
El municipio de Butler (en inglés: Butler Township) es un municipio ubicado en el condado de Pemiscot en el estado estadounidense de Misuri. En el año 2010 tenía una población de 217 habitantes y una densidad poblacional de 2,64 personas por km².

## Geografía
El municipio de Butler se encuentra ubicado en las coordenadas 36°21′27″N 89°35′51″O / 36.35750, -89.59750. Según la Oficina del Censo de los Estados Unidos, el municipio tiene una superficie total de 82.08 km², de la cual 74,06 km² corresponden a tierra firme y (9,77 %) 8,02 km² es agua.

## Demografía
Según el censo de 2010, había 217 personas residiendo en el municipio de Butler. La densidad de población era de 2,64 hab./km². De los 217 habitantes, el municipio de Butler estaba compuesto por el 96,77 % blancos y el 3,23 % eran de una mezcla de razas. Del total de la población el 0,46 % eran hispanos o latinos de cualquier raza.